# Autonepiofilia

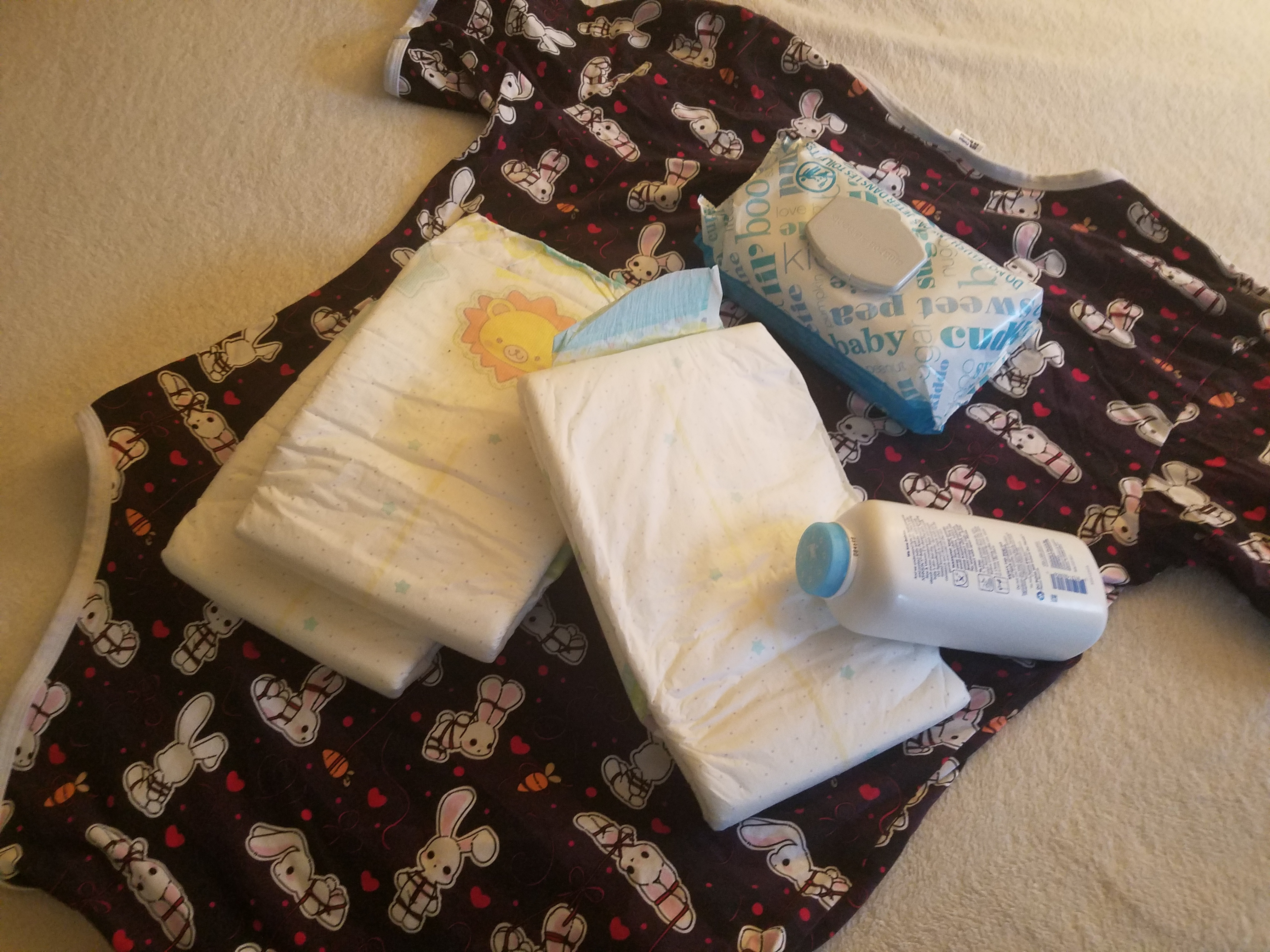
Varios accesorios asociados la autonepiofilia, incluidos pañales para adultos decorados (izquierda), toallitas húmedas (arriba), talco para bebés (derecha) y un mono estampado de tamaño adulto (debajo).

La autonepiofilia o infantilismo parafílico es una filia caracterizada por el deseo de llevar pañales y otra ropa de bebés, beber de biberón y en general ser tratado como un niño pequeño.

## Descripción
Los infantilistas parafílicos (generalmente llamados "bebés adultos" o "AB") son personas que obtienen placer sexual o consuelo emocional al imaginarse y fingir ser niños.Se trata de una forma específica de juego de edad y, en general, de juego de roles sexuales, que puede practicarse en solitario o con parejas adultas que consienten. Como parafilia (un fetiche o una desviación), el infantilismo parafílico puede representar un interés sexual atípico, pero no suele asociarse con ningún trastorno psicológico ni problemas de salud mental, y el juego con bebés adultos puede considerarse un acto consciente y válido de expresión sexual.Además, algunas personas participan en el juego con bebés adultos únicamente por la sensación positiva y el consuelo emocional asociados con la infancia y el cuidado; el grado (si es que lo hay) de erotismo depende en gran medida de los participantes y del contexto.
Ya sea en solitario o en compañía, una gran parte del infantilismo parafílico puede consistir en vestirse con ropa infantil (pañales, pijamas, calzoncillos de plástico y otras prendas con estampados bonitos, colores brillantes y elementos de diseño infantiles) y adornarse con accesorios infantiles (chupetes, biberones, peluches, juguetes, muebles infantiles, etc.), junto con otras conductas como comer sentado en una trona, dormir en una cuna o columpiarse. Por lo tanto, dependiendo de la persona, puede o no asociarse con diversos fetiches de prendas y objetos, como el fetichismo de los pañales.
Otra parte importante de la expresión de un bebé adulto puede ser comportarse como un niño o participar en actividades infantiles. Esto puede incluir gatear o sentarse en el suelo y jugar con juguetes,dibujar en libros para colorear, consumir alimentos o bebidas asociados con la infancia (cajas de jugos, nuggets de pollo, gomitas, etc.), amamantar, usar pañales u otra ropa y que lo cambien (después de «mojar» o «ensuciar»),tomar siestas o acurrucarse (con su pareja o peluches), hablarle como un bebé, etc.

### Dinámica de las relaciones
Al practicar infantilismo parafílico con la pareja, se pueden dar diversas dinámicas y los participantes pueden asumir diversos roles, incluyendo uno o más de ellos actuando como "pequeños" (jugadores adultos), mientras que otros pueden actuar como "cuidadores" (o "CG") o "intercambiadores" (personas cuyo rol puede cambiar durante o entre escenas). Esta dinámica relativamente común se conoce generalmente como "cuidador/pequeño" o "CG/L".
Tras establecer el consentimiento, las reglas y los roles de juego, la interacción entre el pequeño y su(s) pareja(s) puede adoptar diferentes formas según los deseos de las personas involucradas y la naturaleza de la escena. Durante las escenas más enriquecedoras, el pequeño puede ser cuidado o consolado por su cuidador (por ejemplo, acurrucándolo, alimentándolo, cambiándole el pañal, etc.).En este caso, el bebé adulto puede desear solo un trato amable o reconfortante, basándose en el deseo de ser cuidado o de "liberarse de las responsabilidades de la vida adulta".En otros tipos de escenas, la presencia de dinámicas BDSM puede implicar ser tratado con condescendencia, negarle el tratamiento, las actividades o las instalaciones de un adulto (por ejemplo, restricciones para ir al baño), así como regañarlo, azotarlo o castigarlo por portarse mal, portarse mal, haber mojado o ensuciado el pañal, etc. En este último caso, el modo de excitación es al menos parcialmente masoquista.
Los participantes potenciales pueden preferir un tipo específico de escena sobre otros, o pueden disfrutar participando en varios tipos diferentes de escenas.

### Sexualidad
El juego con bebés adultos también puede incluir la masturbacióno las relaciones sexuales consentidas entre parejas adultas. Sin embargo, algunos pueden optar por no participar en actividades sexuales convencionales (ya sea porque les impide representar roles en un estado similar al de un bebé, o porque su interés en el infantilismo parafílico no es sexual y está motivado por sentimientos de comodidad o de ser cuidados).
Como muchos otros fetiches, el placer erótico derivado únicamente del infantilismo parafílico puede reemplazar parcial o totalmente la necesidad de sexo convencional para alcanzar el orgasmo, aunque depende del individuo y su nivel de interés sexual.

## Predominio
Falta información significativa sobre la incidencia o prevalencia de cualquier parafilia debido a la naturaleza privada (y a menudo tabú) de tales prácticas.De manera similar, se ha observado que el juego entre adultos y bebés es a menudo una actividad oculta y aún no está bien documentado en la literatura médica.
En un estudio realizado con participantes de un sitio web de AB/DL, el 93 % de la muestra eran hombres (se les asignó el sexo masculino al nacer, excluyendo a las personas transgénero). El 58 % de los hombres y el 34 % de las mujeres eran heterosexuales. En promedio, los hombres se interesaron por el AB/DL a los 11 años y comenzaron a practicarlo a los 13, en comparación con los 12 y 16 años de las mujeres, respectivamente. Las actividades más frecuentes fueron usar pañales, mojar la ropa y usar otros artículos para bebés. El 87 % de los hombres y el 91 % de las mujeres informaron que su AB/DL no les había causado problemas ni angustia significativos.
También se informó que el 9% de los grupos de Yahoo dedicados a fetiches abordaban el infantilismo parafílico, una cifra alta en comparación con otros fetiches.Sin embargo, el mismo estudio observó que los hombres se interesaron por el infantilismo parafílico antes que las mujeres, a los 11 años en lugar de a los 12, y también comenzaron a actuar según sus intereses antes, a los 13 en lugar de a los 16. También se descubrió que, si bien la mayoría de los hombres interesados en el infantilismo parafílico eran principalmente heterosexuales (58%), la mayoría de las mujeres eran principalmente bisexuales (43%). El 34% de las mujeres eran principalmente heterosexuales. Si bien tanto hombres como mujeres tenían niveles educativos diferentes, solo el 66% de los hombres y el 39% de las mujeres ganaban más de 25.000 dólares al año.
Debido a que las conductas sexuales atípicas que no causan deterioro funcional, angustia personal, peligro para otros o tienen implicaciones legales generalmente no se consideran insalubres ni tienen importancia psiquiátrica, las personas que practican actividades fetichistas encubiertas como el infantilismo parafílico a menudo no están bajo la esfera de la conciencia y el conocimiento psiquiátrico.Del mismo modo, muchas personas que participan en parafilias no se consideran a sí mismas como personas que padecen una condición médica y no sienten una necesidad o un deseo duradero de cambiar su comportamiento.Las personas que practican el infantilismo parafílico pueden buscar solo terapia para otros problemas no relacionados o, si son descubiertas por otros, pueden ser alentadas o coaccionadas a buscar tratamiento relacionado directamente con la parafilia en sí.Esto, sin embargo, dificulta conocer la prevalencia y distribución exactas de los kinks entre la población general, lo que destaca el potencial de las encuestas anónimas por Internet para la recopilación de datos sobre la comunidad AB/DL.